# Spongiocarpella nubigena
Spongiocarpella nubigena là một loài thực vật có hoa trong họ Đậu. Loài này được (D.Don) Yakovlev miêu tả khoa học đầu tiên.